# Haroldo Dilla Alfonso
Haroldo Dilla Alfonso (La Habana, 1952) es un sociólogo e historiador cubano/dominicano/chileno.

## Trayectoria
Es graduado de pedagogía e historia en la Universidad de La Habana, realizó estudios de postgrados en las universidades de Ottawa y Carleton en Canadá como parte del programa Pearson del International Development Research of Canada y terminó un Doctorado en Ciencias en el Escuela Politécnica Federal de Lausana (EPFL).
Entre 1980 y 1998 fue investigador y director de estudios latinoamericanos del Centro de Estudios sobre América en La Habana. Tras la represión contra este centro en 1996 documentada en el libro "El Caso CEA" de Maurizio Giuliano, y otras acciones represivas en su contra entre 1997 y 2000, Dilla se vio obligado a exiliarse en República Dominicana, país donde residió por tres lustros y cuya ciudadanía adoptó. Allí fue coordinador de investigaciones de la Facultad Latinoamericana de Ciencias Sociales, investigador y profesor de varias universidades locales y coordinador del Grupo Ciudades y Fronteras, entidad esta última que consolidó los estudios de fronteras en República Dominicana. Entre 2004 y 2008 dirigió el equipo de investigación del National Centre of Competence in Research NCCR-SNSF en República Dominicana.
En la actualidad es ciudadano chileno y reside en Santiago de Chile. Entre 2021 y 2024 fue director del Instituto de Estudios Internacionales (INTE) de la Universidad Arturo Prat, donde en la actualidad ejerce como profesor titular. Entre 2022 y 2024 fue presidente fundador de la Asociación Latinoamericana y Caribeña  de Estudios Fronterizos (ALEF).
Ha sido profesor o investigador invitado de varias universidades latinoamericanas, norteamericanas y europeas, tales como Harvard, Rutgers, Universidad de Puerto Rico, la Universidad Nacional Autónoma de México, FLACSO México y Brown. En Chile ha sido profesor adjunto de varias universidades, como la Pontificia Católica (PUCCH), la Diego Portales (UDP) y la Alberto Hurtado (UAH). También ha sido consultor o investigador de organismos internacionales como varias agencias del sistema de Naciones Unidas, de varios organismos de cooperación europeos y de la Fundación Ford, entre otros.
Su obra escrita, repartida en 18 libros y varias decenas de artículos en revistas especializadas, abarca estudios sobre historia caribeña, desarrollo local, fronteras, migraciones y temas urbanos. Ha sido columnista habitual de varios medios de prensa en Cuba, México, Chile y República Dominicana.

## Obras
Entre sus principales obras (como autor, coautor o editor) se encuentran:
- Participación Popular y desarrollo en los Municipios Cubanos. Editora Política, la Habana, 1993 (Segunda edición por Editorial Tropykos, Caracas, 1994).
- La Democracia en Cuba y el diferendo con Estados Unidos. Centro de Estudios sobre América, La Habana, 1995. (Segunda edición en 1996).
- La participación popular en Cuba y los retos del futuro. Centro de Estudios sobre América. La Habana, 1996.
- Alternativas de izquierda al neoliberalismo. FIM, Madrid, 1996.
- Movimientos barriales en Cuba: una perspectiva comparada. El Salvador 1997.
- Community Power and Grassroots Democracy. IDRC-Zed Books, 1997.
- Mercados globales y gobernabilidad local. Nueva Sociedad, Caracas, 2001.
- Descentralización en República Dominicana. FLACSO-CONARE, Santo Domingo 2002.
- Los recursos de la gobernabilidad en la Cuenca del Caribe. Nueva Sociedad, Caracas 2002.
- Análisis y estrategias para un desarrollo económico y de empleo en República Dominicana. GTZ, Santo Domingo, 2002.
- Globalización e intermediación urbana en América Latina. FLACSO, Santo Domingo, 2004.
- Frontera en Transición. Grupo Ciudades y Fronteras, Santo Domingo, 2007.
- Urban Boderland Intermediation in Dominican Republic. EPFL, Laussane, 2007.
- Ciudades Fragmentadas. Grupo Ciudades y Fronteras, Santo Domingo, 2007.
- Ciudades en la frontera. Grupo Ciudades y Fronteras, Santo Domingo, 2008.
- La frontera dominico-haitiana. Grupo Ciudades y Fronteras, Santo Domingo, 2010.
- La migración haitiana en el Caribe. Centro Bonó, Santo Domingo, 2013.
- Ciudades en el Caribe. FLACSO México, 2014.
- La vuelta de todo eso: economía y sociedad de un complejo urbano transfronterizo: Tacna/Arica. Ril Editores, Santiago, 2019.
- Donde el Pedernal choca con el Acero: para una teoría de las fronteras latinoamericanas. RIL Editores, Santiago, 2020.